# Чемпионат мира по фехтованию 1998
Чемпионат мира по фехтованию 1998 года проходил с 5 по 11 октября в Ла-Шо-де-Фоне (Швейцария). Среди мужчин соревнования проходили в личном и командном зачёте по фехтованию на саблях, рапирах и шпагах, среди женщин — соревнования в личном и командном зачёте по фехтованию на шпагах и рапирах.

## Общий медальный зачёт
| Место | Страна           | Золото | Серебро | Бронза | Всего |
| ----- | ---------------- | ------ | ------- | ------ | ----- |
| 1     | Франция          | 3      | 3       | 0      | 6     |
| 2     | Италия           | 2      | 1       | 3      | 6     |
| 3     | Венгрия          | 2      | 0       | 3      | 5     |
| 4     | Германия         | 1      | 1       | 0      | 2     |
| 5     | Польша           | 1      | 0       | 3      | 4     |
| 6     | Украина          | 1      | 0       | 1      | 2     |
| 7     | Куба             | 0      | 2       | 1      | 3     |
| 8     | Россия           | 0      | 1       | 2      | 3     |
| 9     | Румыния          | 0      | 1       | 0      | 1     |
| 9     | Швеция           | 0      | 1       | 0      | 1     |
| 11    | Испания          | 0      | 0       | 1      | 1     |
| 11    | Республика Корея | 0      | 0       | 1      | 1     |
| Всего | Всего            | 10     | 10      | 15     | 35    |

## Медалисты

### Мужчины
| Дисциплина                  | Золото                                                                          | Серебро                                                                | Бронза                                                                             |
| --------------------------- | ------------------------------------------------------------------------------- | ---------------------------------------------------------------------- | ---------------------------------------------------------------------------------- |
| Шпага Личное первенство     | Юг Обри                                                                         | Петер Ванкю                                                            | Карлос Педросо Аттила Фекете                                                       |
| Шпага Командное первенство  | Венгрия · Кристиан Кульчар · Иван Ковач · Геза Имре · Аттила Фекете             | Франция · Юг Обри · Франц Филипп · Эрик Среки · Реми Дельомм           | Россия · Павел Колобков · Александр Елецких · Андрей Колотилин · Валерий Захаревич |
| Рапира Личное первенство    | Сергей Голубицкий                                                               | Элвис Грегори                                                          | Пётр Кельпиковский Сальваторе Санцо                                                |
| Рапира Командное первенство | Польша · Пётр Кельпиковский · Рышард Собчак · Славомир Моцек · Адам Кжесиньский | Франция · Патрис Лотелье · Лионель Плюменай · Лоран Бель ·             | Республика Корея · Ким Ён Хо · Ю Бон Хён · Чон Кван Сук · Ким Сён Пё               |
| Сабля Личное первенство     | Луиджи Тарантино                                                                | Раффаэлло Казерта                                                      | Фернандо Медина Сергей Шариков                                                     |
| Сабля Командное первенство  | Венгрия · Йожеф Наваррете · Домонкош Ферьянчик · Дьёрдь Борош · Жолт Немчик     | Франция · Дамьен Туйя · Гаэль Туйя · Жан-Филипп Дорелль · Матьё Гурден | Польша · Норберт Яскот · Марцин Собала · Рафал Шнайдер · Дариуш Гилман             |

### Женщины
| Дисциплина                  | Золото                                                                                  | Серебро                                                                 | Бронза                                                                         |
| --------------------------- | --------------------------------------------------------------------------------------- | ----------------------------------------------------------------------- | ------------------------------------------------------------------------------ |
| Рапира Личное первенство    | Забине Бау                                                                              | Светлана Бойко                                                          | Джованна Триллини Валентина Веццали                                            |
| Рапира Командное первенство | Италия · Джованна Триллини · Валентина Веццали · Диана Бьянкеди · Аннамария Джанкометти | Румыния · Роксана Скарлат · Река Сабо · Лаура Бадя · Клаудия Григореску | Польша · Барбара Шевчик · Сильвия Грухала · Анна Рыбицка · Магдалена Мрочкевич |
| Шпага Личное первенство     | Лора Флессель                                                                           | Дениз Хольцкамп                                                         | Хайналька Тот Дьондьи Салай-Хорват                                             |
| Шпага Командное первенство  | Франция · Лора Флессель · Софи Морессе-Пишо · Валери Барлуа · Санжита Трипати           | Куба · Тамара Эстери · Мирайда Гарсиа · Сулейдис Ортис · Милагрос Палма | Украина · Ева Выборнова · Виктория Титова · Алла Миронюк · Анна Гарина         |